# 李天焕
李天焕（1912年10月24日—1986年5月19日），湖北省黄安县（今红安县）叶河乡大山岗村人。是中国人民解放军开国将领，中将军衔。

## 生平

### 早年经历
李天焕9岁入私塾读书。1928年秋加入中国共产主义青年团。1929年转入中国共产党。曾任大山岗村苏维埃委员兼团支部书记、桃花区苏维埃政府委员兼少共区委书记、桃东袭击队队长、少共黄安县委委员兼区委书记。1930年冬，参加中国工农红军第四方面军，任红四军第十二师政治部组织科科长。1932年，任第十一师政治部秘书长、组织科科长，第十一师第三十三团政治处主任、党总支委员，随方面军主力西进川陕苏区。
1933年7月，红四方面军扩编，李天焕任红四方面军第三十军秘书长、第九十师政治部主任。1934年，任红三十军政治部主任、中共川陕省委委员。参加川陕苏区反“三路围攻”，仪南战役、营渠战役、宣达战役、反“六路围攻”作战等。1935年，跟随红四方面军长征，1936年到达陕北。随后参加了红军西路军西征，西路军全军覆没中得以幸存，辗转经过游击战到达新疆，并于1937年秋返回延安。

### 抗日战争与第二次国共内战期间
1938年，李天焕被派往河北八路军晋察冀军区部队组织敌后游击战，任八路军冀中军区第十支队（第四军分区）政治部主任。1940年秋，任晋察冀军区第五军分区政治委员兼政治部主任，参加百团大战。1941年，任晋察冀边区政府公安局局长，参加反扫荡作战。1945年出席中共七大，7月任冀察军区政治部主任。
1945年10月，李天焕任晋察冀军区冀察纵队副政治委员兼政治部主任、察哈尔军区副政治委员兼政治部主任。1946年7月起，任冀察军区副政治委员、中共察哈尔省委副书记等。1948年1月起，任中共冀中区委联络部部长、冀中军区副政治委员兼政治部主任。率部参加正太战役、清沧战役、保北战役等。同年8月，任华北军区第三兵团副政治委员兼政治部主任。1948年9月，组织指挥了察绥战役，进军绥远，攻占集宁、包头等地。11月，率部参加平津战役，在东北野战军第四纵队和地方部队的配合下攻占张家口，歼灭国军第十一兵团。1949年2月，任中国人民解放军第二十兵团政治部主任，参与太原战役。此后担任兵团政治委员，驻防华北。

### 中华人民共和国成立后
中华人民共和国成立后，李天焕转任解放军公安部队副政委和副司令，随后即在公安部队长期任职。1955年起担任中国人民解放军公安军副政委，同年获授公安军中将军衔、一级八一勋章、一级独立自由勋章、一级解放勋章。1957年公安军撤消后任总参警备部部长，1959年在第二届人大上被任命为公安部副部长。1961年，又出任武警部队第二政委。参与筹建公安部队，组织部队警卫国家领导机关全，警备重要城市，守卫国家重要厂矿、仓库、通信枢纽、广播电台、民航机场等重要设施，守护铁路重要桥梁、隧道，看押罪犯，维护社会治安。1966年7月，担任第二炮兵首任政治委员。1968年3月离职，并遭到迫害、冲击。1984年，李天焕正式离休，两年后在北京去世。